# Pallo-Iirot Rauma
Pallo-Iirot is een Finse voetbalclub uit de stad Rauma. Het werd opgericht in 1930 en speelt de thuiswedstrijden in het Äijänsuon Stadion. De club wordt ook wel P-Iirot genoemd. In totaal speelde het veertien seizoenen in de tweede klasse. 

## Bekende (oud-)spelers
- Panu Toivonen (1991)
- Ari Valvee (1990-1992)